# زیارت‌ور
زیارت ور، روستایی است از توابع بخش مرکزی شهرستان عباس آباد در استان مازندران ایران.

## جمعیت
این روستا در دهستان لنگارود شرقی قرار دارد و براساس سرشماری مرکز آمار ایران در سال ۱۳۹۵، جمعیت آن ۱۲۱ نفر (۴۲ خانوار) بوده‌است. مردم زیارت ور از قومیت طبری هستند مردم زیارت ور به زبان طبری (مازندرانی) سخن می‌گویند.